# Poecilimon hamatus
Poecilimon hamatus är en insektsart som beskrevs av Brunner von Wattenwyl 1878. Poecilimon hamatus ingår i släktet Poecilimon och familjen vårtbitare. Inga underarter finns listade i Catalogue of Life.